# Ligne de Paris-Saint-Lazare à Versailles-Rive-Droite
La ligne de Paris-Saint-Lazare à Versailles-Rive-Droite est une ligne ferroviaire française des Hauts-de-Seine et des Yvelines, en Île-de-France, à double voie et d'une longueur de vingt-deux kilomètres. Ouverte en 1839, elle est la deuxième plus ancienne voie ferrée d'Île-de-France, après la ligne de Saint-Germain-en-Laye.
Elle assure aujourd'hui un important trafic de banlieue en provenance ou à destination de la gare Saint-Lazare à Paris, formant avec son antenne de Saint-Cloud à Saint-Nom-la-Bretèche - Forêt-de-Marly une branche de l'actuelle ligne L du Transilien. Depuis 1995, elle voit également transiter les trains de la ligne U du Transilien reliant la gare de la Défense à celle de La Verrière située sur la ligne de Paris-Montparnasse à Brest, via le raccordement de Viroflay reliant les deux lignes depuis 1852.
Elle constitue la ligne no 973 000 du réseau ferré national.

## Histoire

### Chronologie
- Le 2 août 1839, ouverture de la ligne ;
- Le 22 juillet 1928, électrification par troisième rail, alimenté en 750 V continu et mise en service des rames Standards (Z 1300/1400/1500);
- Le 9 septembre 1976, électrification en 25 kV par caténaire du tronçon de Paris à Saint-Cloud et mise en service des Z 6400 ;
- Le 15 septembre 1977, électrification en 25 kV du tronçon de Saint-Cloud à Versailles-Rive-Droite ;
- Le 1er octobre 1978, retrait des dernières rames Standards (Z 1300/1400/1500) ;
- Le 28 mai 1995, mise en service de la liaison entre La Verrière et La Défense (avec réélectrification du raccordement de Viroflay en 25 kV) exploitée en Z 2N (Z 8800/20500) ;
- Le 11 décembre 2017, mise en service des Z 50000 (Francilien) sur l'axe Paris - Saint-Cloud - Versailles-Rive-Droite ;
- Le 4 novembre 2020, retrait des dernières Z 6400.

### La seconde ligne ferroviaire d'Île-de-France

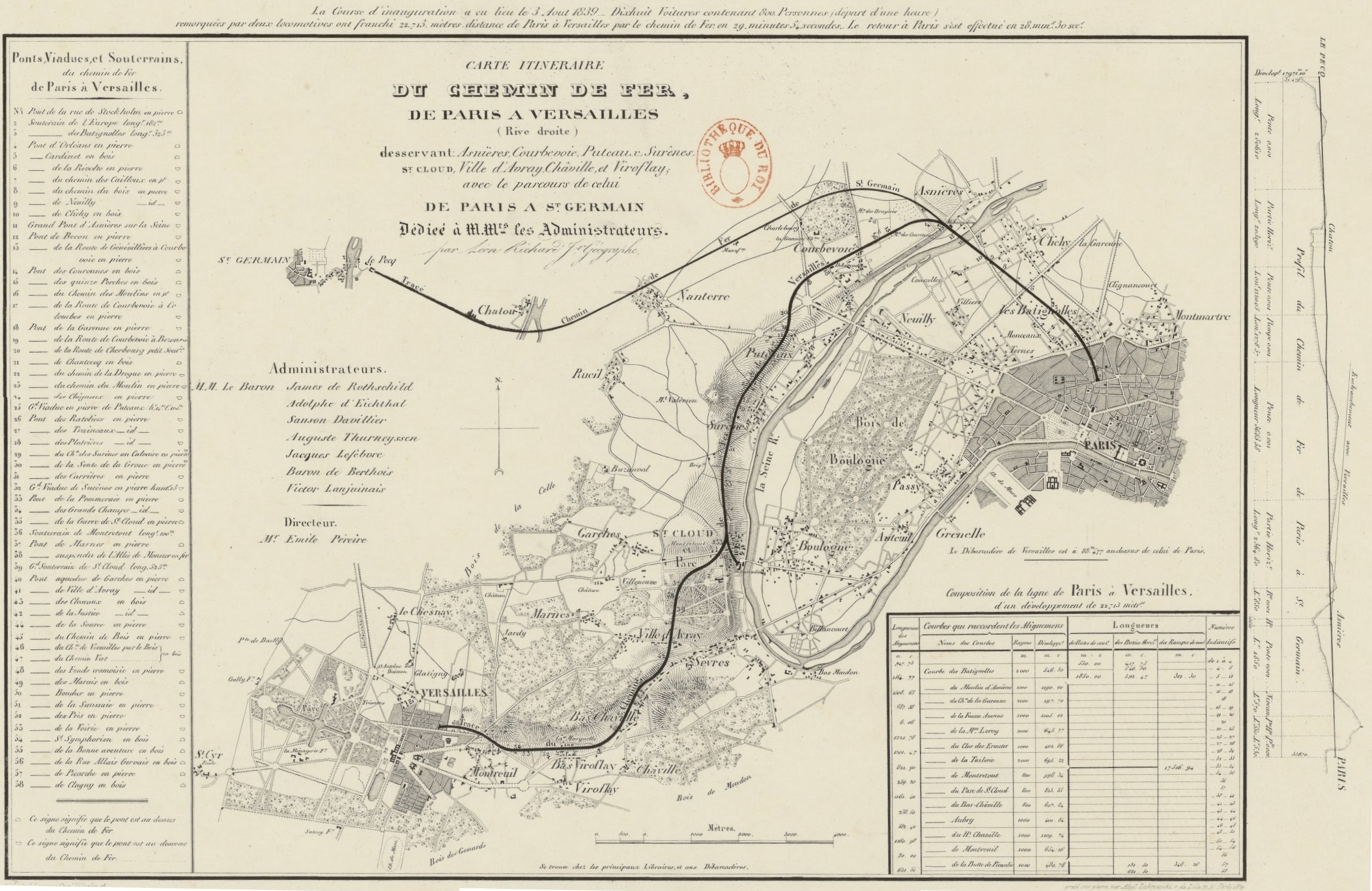
Carte du chemin de fer de Paris Versailles - 1839

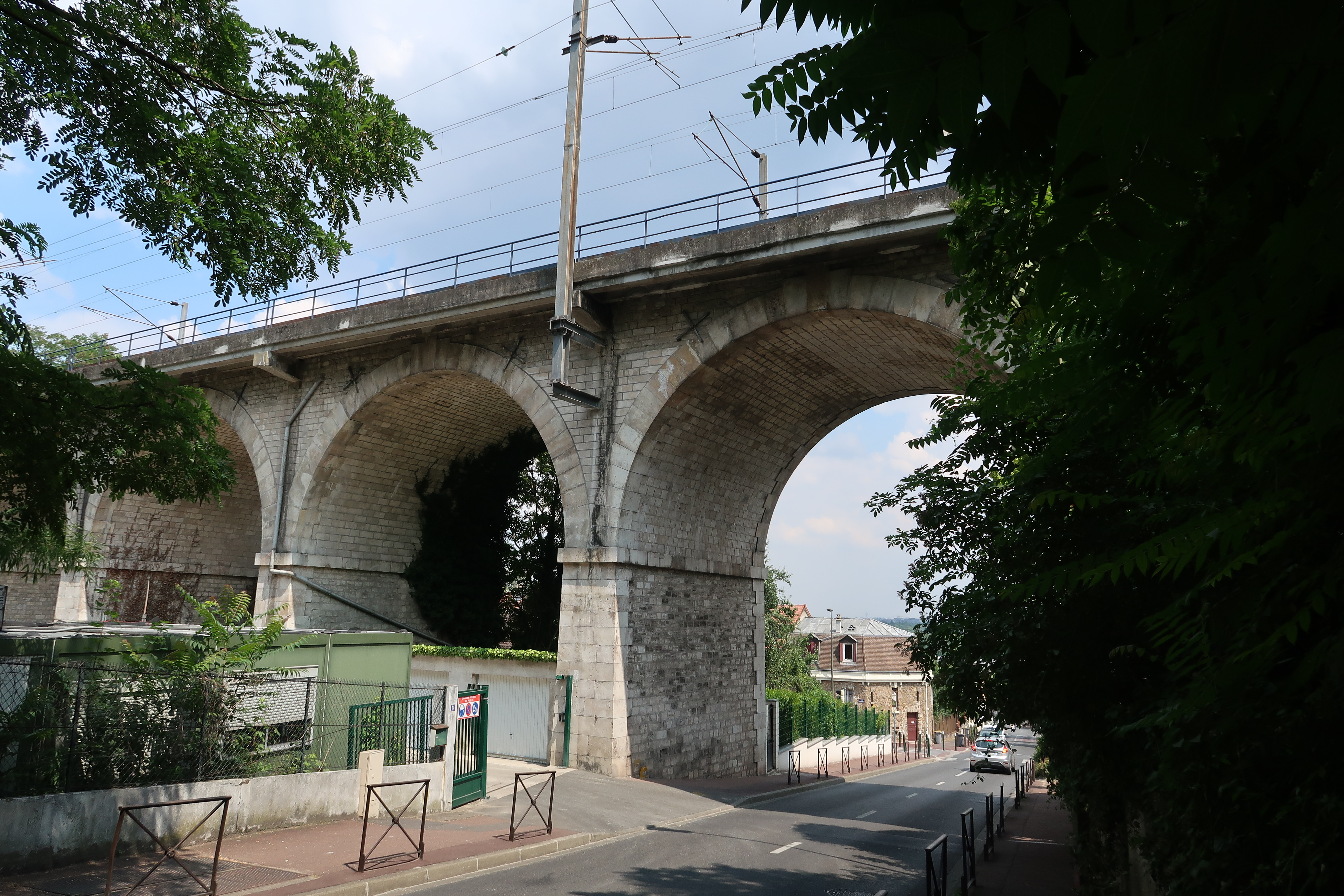
Viaduc des Vaux d'Or : Suresnes à gauche, Saint-Cloud à droite.

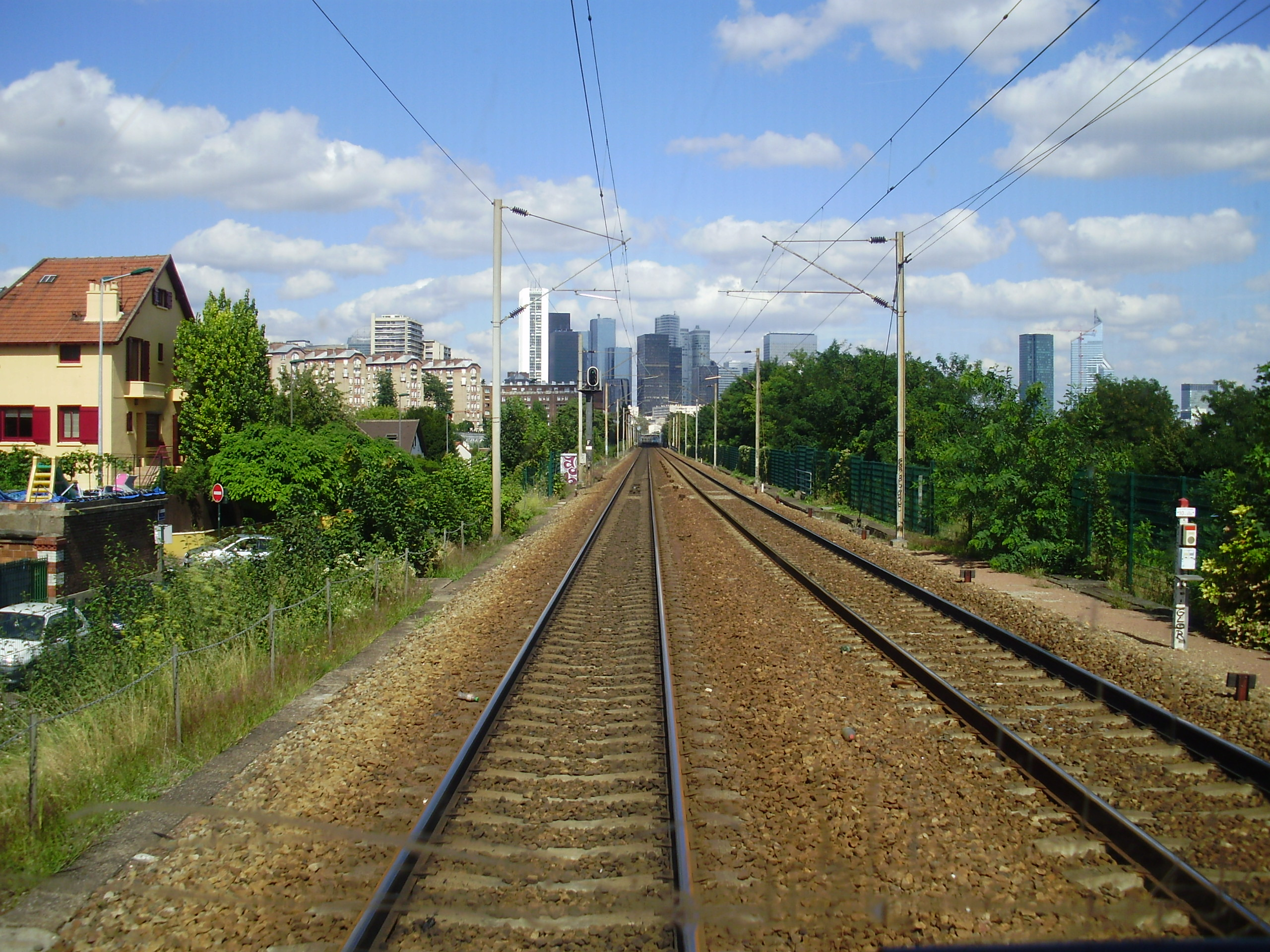
Vue de la ligne depuis la cabine de conduite d'une rame Z 6400, en quittant la gare de Suresnes-Mont-Valérien en direction de Puteaux, avec, en arrière-plan, les tours de La Défense.

Au début des années 1830, la ville de Versailles ne s'est pas entièrement remise des troubles révolutionnaires, et nécessite 2 h 30 de transport pour être atteinte depuis la capitale par la route de Sèvres. Les deux municipalités de Paris et de Versailles étudient en conséquence la création d'une ligne de chemin de fer, qui permettrait de lier bien plus rapidement les deux villes, d'amener de nombreux visiteurs au château, en cours de restauration, et d'apporter un développement économique à la région.
Deux projets sont débattus : un premier par la rive droite, un second par la rive gauche de la Seine. Le premier est retenu par les deux municipalités, mais les assemblées du parlement combattent cette option. Finalement, ce sont deux lignes distinctes par les deux rives de la Seine qui sont réalisées. 
Plusieurs projets sont examinés. Ils ont pour contrainte essentielle le relief assez tourmenté de la région et la différence d'altitude entre Paris et Versailles, plus de cent mètres, qui impose une longue rampe. La plupart des projets présentés ont en commun un inconvénient ; ils imposent des rampes supérieures à 7 mm/m, qui sont rédhibitoires. C'est finalement le projet de l’ingénieur des Ponts et Chaussées Desfontaines qui est retenu. Présenté en 1836, il propose un tracé par la rive droite à partir d’un embranchement à Asnières, sur la ligne de Paris au Pecq, jusqu’à Versailles en passant par Saint-Cloud. Ce tracé limite les expropriations coûteuses et permet également une rampe réduite jusqu’à 5 mm/m, mais au prix d'un parcours un peu plus long. La loi qui autorise l'établissement de deux chemins de fer de Paris à Versailles, par les rives droite et gauche de la Seine, est votée le 29 juin 1836 et promulguée le 9 juillet 1836,. Le 25 août 1837, une ordonnance royale fonde la Société anonyme du chemin de fer de Paris à Saint-Cloud et Versailles, pour une durée de 99 ans. Émile Pereire en est nommé directeur. Le capital de la société se monte à onze millions de francs, répartis en 22 000 actions de 500 francs chacune. Ces actions sont détenues à 82 % par les propriétaires du Paris - Saint-Germain. En 1853, la société est absorbée par la compagnie des chemins de fer de l'Ouest.
La ligne est inaugurée le 2 août 1839. Elle devient la seconde ligne ferroviaire créée en Île-de-France après la ligne de Paris-Saint-Lazare à Saint-Germain-en-Laye.
Une loi du 21 juin 1846 concède à Messieurs Émile Pereire, Adolphe d'Eichthal et Tarbé des Sablons une ligne de Versailles à Rennes, sous réserve de la reprise des deux compagnies exploitant les lignes de Paris à Versailles. Toutefois, aucune suite n'est donnée à cette concession. Une nouvelle loi le 13 mai 1851 autorise la concession de la ligne de Versailles à Rennes, en cours de construction par l'État, à Messieurs Peto, Betts, Brassey, Geach, Fox, Henderson et Stokes. Cette loi valide aussi le rachat de la compagnie du chemin de fer de Paris à Versailles (Rive-Droite) par les mêmes personnes. Cette même loi concède aussi le raccordement de Viroflay. Les nouveaux concessionnaires constituent la Compagnie du chemin de fer de l'Ouest.
Les 2 février et 6 avril 1855, une convention est signée entre le ministre des Travaux publics et les compagnies des chemins de fer de Paris à Saint-Germain, de Paris à Rouen, de Rouen au Havre, de l'Ouest, de Paris à Caen et à Cherbourg. Cette convention organise la fusion de ces compagnies au sein de la Compagnie des chemins de fer de l'Ouest. Cette convention est approuvée par décret impérial le 7 avril 1855.

### L'électrification de la banlieue ouest

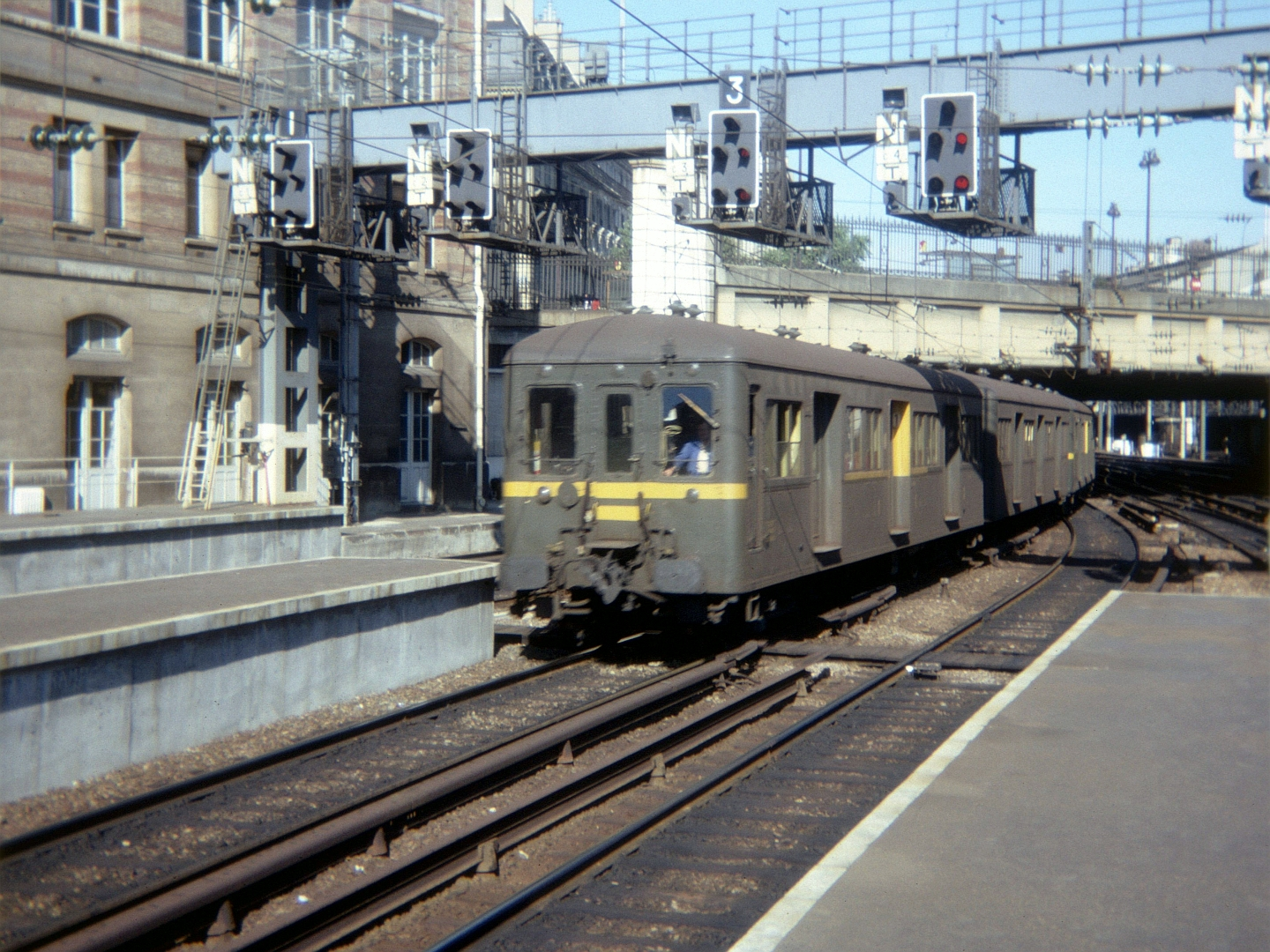
Un élément Standard alimenté par troisième rail entre en gare de Paris-Saint-Lazare sur les voies du groupe II en septembre 1976. La caténaire 25 kV est déjà en place.

Dès la fin du XIXe siècle, la Compagnie de l'Ouest envisage l'électrification de ses lignes de banlieue. En effet, l'accélération médiocre des locomotives à vapeur ainsi que les inévitables mouvements de locomotives dans les gares terminales, malgré les progrès de l'exploitation, réduisent le débit des lignes. De plus, l'exploitation vapeur de lignes de banlieue au trafic dense amène un déficit croissant. Mais en 1908, la situation financière critique de la Compagnie entraîne son rachat par l'État, qui reprend l'exploitation des lignes le 1er janvier 1909.
L'électrification de la ligne est réalisée progressivement durant les années 1920, avec alimentation en courant continu 750 V par 3e rail. Le tronçon de Paris à Bécon-les-Bruyères est électrifié le 27 avril 1924 ; puis la ligne entière est mise sous tension le 22 juillet 1928.
Elle ne connaît pas de modifications connexes d'envergure, hormis la création de terminus partiels de « zone » à Bécon et Saint-Cloud et la généralisation des quais hauts. Mais elle voit surtout son antique matériel à traction vapeur, très critiqué pour son inconfort, remplacé par les rames « Standard » modernes, qui demeurent emblématiques de la banlieue Saint-Lazare durant plus de cinquante ans.
En avril 1959, un nouvel arrêt est créé sur la ligne à La Défense. Il a pour objectif de desservir le Centre des nouvelles industries et technologies ou CNIT, mais cette halte est alors considérée comme provisoire et n'est ouverte que lors de manifestations.

### La réélectrification du groupe II

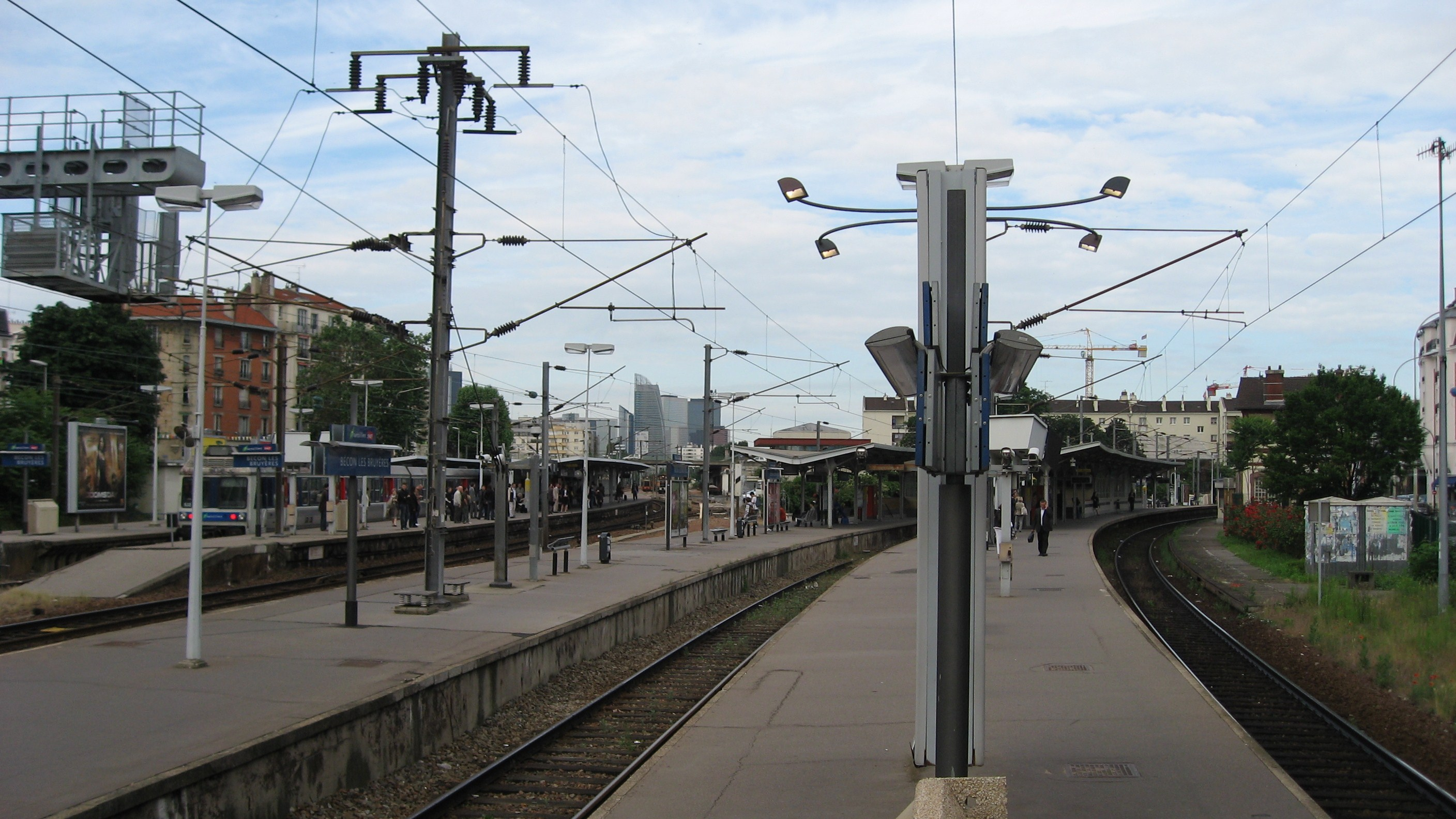
Gare de Bécon-les-Bruyères. Au premier plan, les trois voies du groupe III ; celles de la ligne de Versailles (groupe II) se situent à gauche.

En 1967, la réélectrification de la ligne de Paris à Argenteuil entraîne la fin de l'exploitation par troisième rail alimenté en 750 V de Bois-Colombes à Argenteuil. Le groupe II demeure le seul du réseau Saint-Lazare encore électrifié par troisième rail, avec la ligne d'Auteuil (groupe I) et un tronçon du groupe III. Durant les années 1960, la banlieue ouest connaît un important développement démographique provoquant une croissance continue du trafic, la création du quartier de La Défense ne pouvant qu'accélérer ce mouvement. 
Pourtant, la desserte par des rames Standard en fin de vie, alimentées par troisième rail, ne permet pas de proposer une amélioration conséquente de la desserte par zone. De plus, le remplacement du troisième rail, proche de sa limite d'usure, et la rénovation des sous-stations électriques, elles aussi arrivées à leur limite d'âge, entraîneraient des coûts très élevés, hors de proportion avec l'amélioration à prévoir par cette modernisation. Il est donc préféré une réélectrification par caténaire en 25 000 volts monophasé de la ligne de Versailles et de son antenne de Saint-Nom-la-Bretèche, à l'image de la conversion progressive à cette tension des autres groupes du réseau.
Les travaux de réélectrification imposent de nombreuses modifications de la ligne : abaissement de la plate-forme dans les tunnels et adaptation voire reconstruction de plusieurs ponts routiers pour dégager le gabarit électrification, aménagement du plan des voies afin d'améliorer les vitesses limites et l'exploitation, etc. Le tronçon de Paris à Saint-Cloud est mis sous tension le 9 septembre 1976, avec les raccordements de la Folie et de La Défense, affectés au trafic de marchandises, ainsi que les voies contiguës du groupe III entre Asnières et Bécon, permettant d'éventuels reports.
Puis le tronçon de Saint-Cloud à Versailles-Rive-Droite est à son tour mis sous tension le 15 septembre 1977, ainsi qu'un premier tronçon de la ligne de Saint-Nom-la-Bretèche jusqu'à Garches - Marnes-la-Coquette. Le raccordement de Viroflay en direction de Porchefontaine sera alimenté en 25 kV/1,5 kV, avec section de séparation, le 20 mai 1995.

### La liaison La Verrière - Saint-Quentin - La Défense

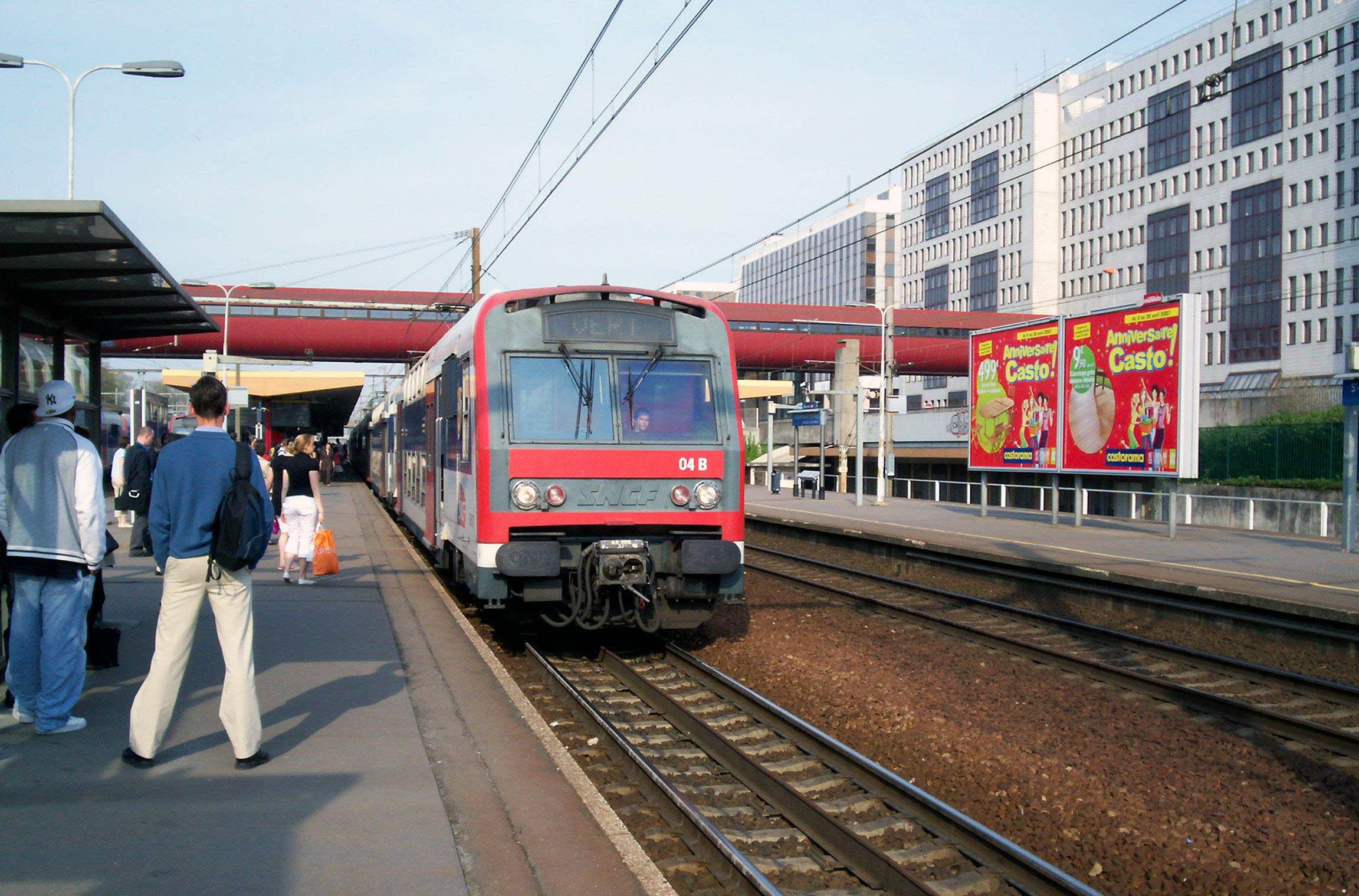
Une rame Z 8800 arrive en gare de Saint-Quentin-en-Yvelines. Elle assure la mission VERI en direction de La Verrière.

Le schéma directeur d'aménagement et d'urbanisme de 1976 prévoit une liaison entre la ville nouvelle de Saint-Quentin-en-Yvelines et le quartier d'affaires de La Défense. Il a pour objectif d'améliorer la trame de desserte pour satisfaire une demande croissante de transport, essentiellement pour  des migrations domicile-travail et de désengorger les autoroutes de l'ouest parisien en voie de saturation.
Cette nouvelle liaison doit emprunter des infrastructures existantes, soit successivement la ligne Paris-Montparnasse - Rambouillet, le raccordement de Viroflay, puis la ligne de Paris-Saint-Lazare à Versailles-Rive-Droite. Toutefois, cette liaison nécessite des modifications lourdes des infrastructures existantes, pour éviter les cisaillements de voies sur ces itinéraires au trafic très dense. Le coût élevé des travaux à réaliser retarde longtemps cette opération.
Le chantier sur la ligne de Versailles-Rive-Droite porte essentiellement sur la création d'un saut-de-mouton afin d'éviter tout cisaillement de voie, et le réaménagement de la gare de la Défense, avec création de deux nouvelles voies dans la partie ouest de la gare, le nombre de voies à quai restant toutefois fixé à quatre, les deux anciennes voies 1 et 3 étant aujourd'hui utilisées par le tramway T2. Des écrans anti-bruit sont posés sur certains tronçons, en particulier à Viroflay, et des installations permanentes de contre-sens (IPCS) sont créées sur la ligne de Versailles, entre La Défense et Le Val d'Or, afin de fluidifier le trafic en cas d'incident sur ce tronçon très chargé. Dans la réalité, le secteur La Défense - Saint-Cloud étant sur-saturé, elles restent inexploitables sauf dans de très rares cas d'incident spécifique et important.
La nouvelle liaison est mise en service le 28 mai 1995, lors du service d'été, avec du matériel bicourant Z 20500, à raison d'un train à la demi-heure aux heures creuses et au quart d'heure aux heures de pointe.

### Projet avorté du RER E
Lors de la mise au point du projet EOLE à la fin des années 1980, actuelle ligne E du RER ouverte en 1999, la première étape consiste à prolonger les voies de la banlieue Est jusqu'au secteur de la gare Saint-Lazare par un tunnel. La seconde étape envisage le prolongement du tunnel jusqu'à la gare de Pont-Cardinet, et la jonction avec les voies du groupe II, en direction de Versailles et Saint-Nom-la-Bretèche. Mais ce projet initial a été abandonné en 2009, le projet se réorientant vers une desserte plus directe du quartier de La Défense, avec une jonction à l'ouest avec les voies du groupe V, en direction de Mantes-la-Jolie, qui permettrait de soulager plus efficacement la ligne A du RER. Le groupe II ne connaitrait alors aucune évolution significative durant les années 2010.

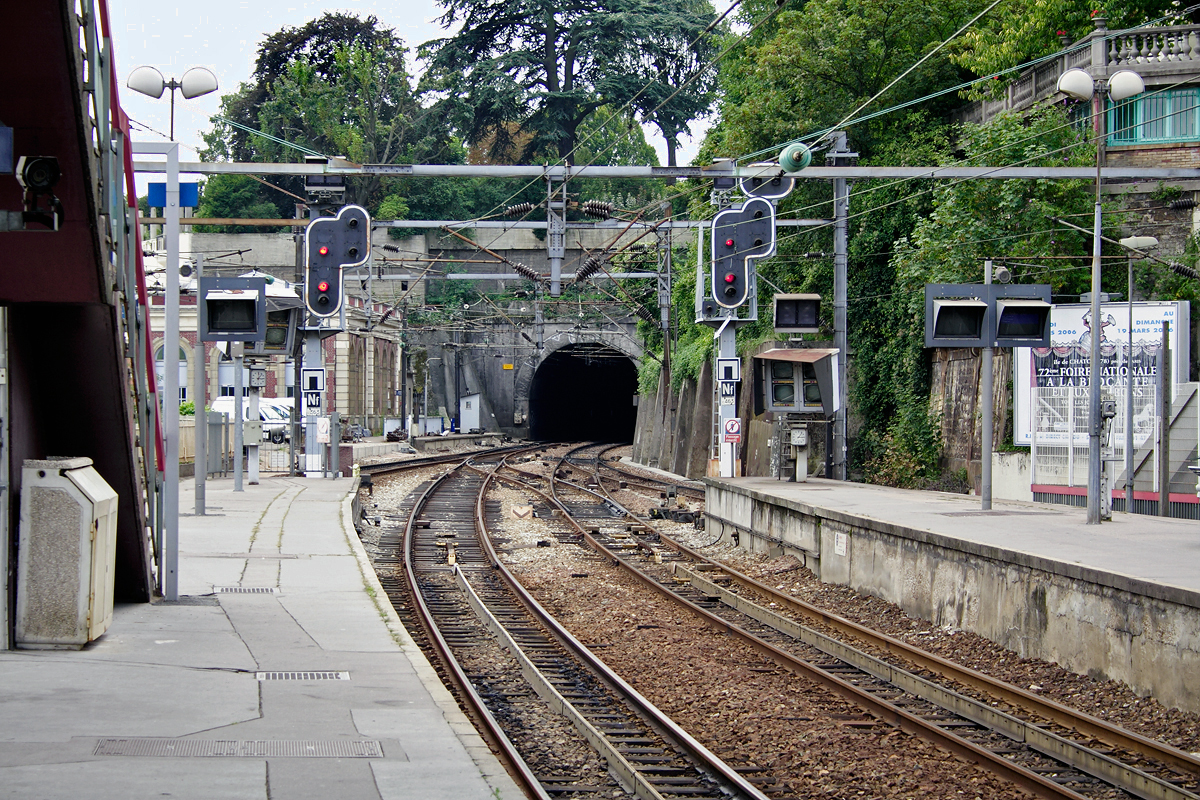
En gare de Saint-Cloud. Au fond le tunnel de Montretout et derrière l'escalier l'ancien bâtiment voyageurs.

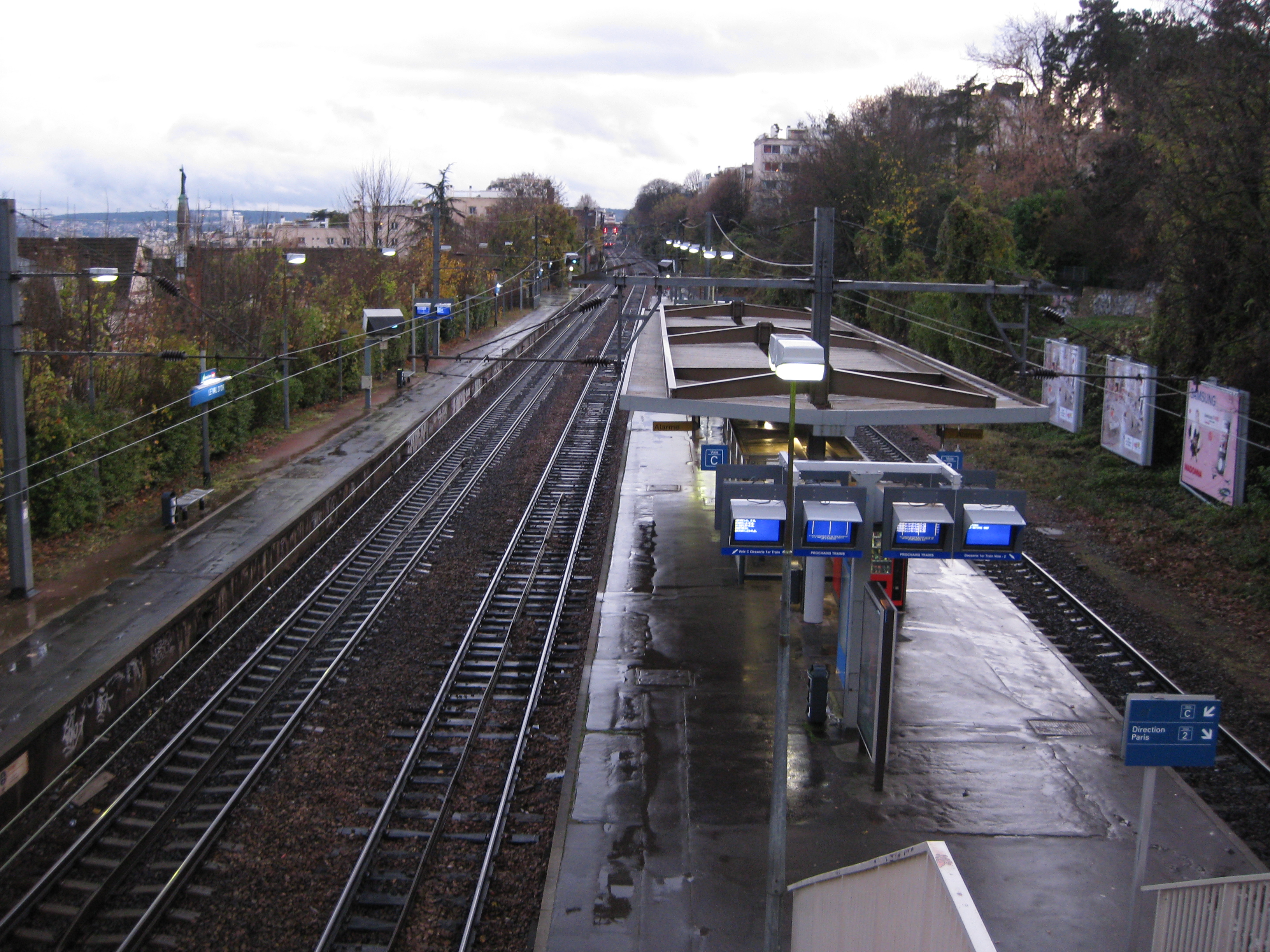
Quais de la gare du Val d'Or, en direction de Versailles. La voie centrale est banalisée.

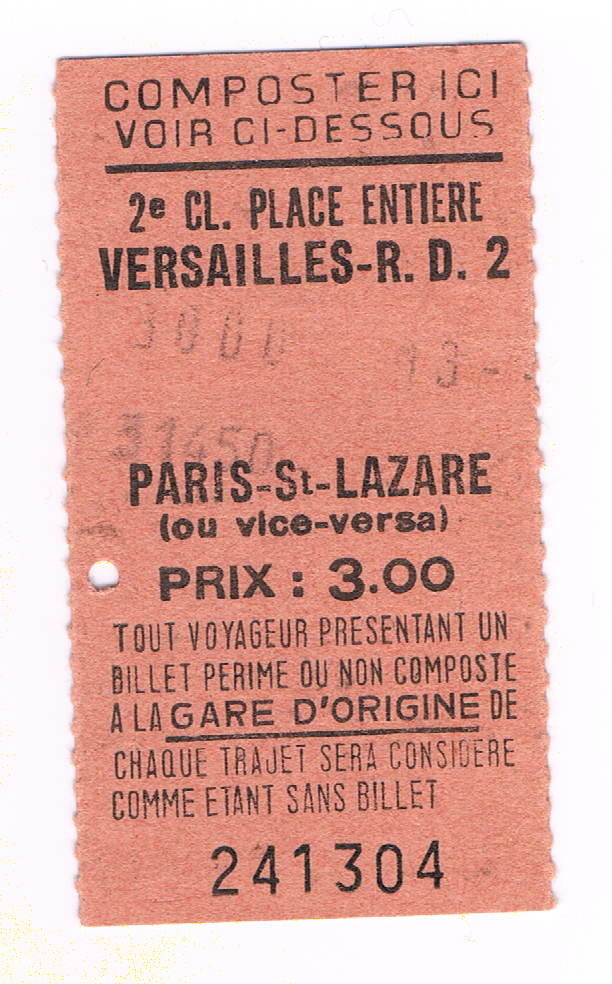
Un ticket datant de 1977.

### Glissement de terrain de Sèvres
Le 4 février 2020 vers 22 h 40, alors qu'il repart de la gare de Sèvres - Ville-d'Avray, un train DEFI entre en collision avec une partie du talus qui s'est effondré sur la voie. Le trafic est interrompu entre Saint-Cloud et Versailles-Rive-Droite d'une part, et Saint-Cloud et Versailles-Chantiers d'autre part. La reprise du trafic est espérée à partir du 2 mars 2020 sur une seule voie et envisagée à partir de la mi-avril 2020 sur les deux voies.

## Caractéristiques

### Tracé
La ligne se dirige vers le nord-ouest, avant de bifurquer en direction du sud-ouest à Asnières-sur-Seine, après avoir franchi la Seine. Elle longe alors à distance la rive gauche du fleuve, en rampe constante jusqu'à la gare de Versailles-Rive-Droite. Après un premier tunnel, puis l'embranchement de la ligne de Saint-Cloud à Saint-Nom-la-Bretèche - Forêt-de-Marly, elle franchit la partie méridionale du parc de Saint-Cloud par un tunnel. Le tracé se poursuit sur le flanc sud de la colline portant la forêt de Fausses-Reposes, jusqu'à Versailles-Rive-Droite.
Voir, dans l'infobox, le schéma détaillé de la ligne.

### Ouvrages d’art
La ligne possède plusieurs ouvrages d'art d'importance, nécessaires en particulier pour la traversée du parc de Saint-Cloud.
Les principaux sont le tunnel des Batignolles dans Paris (321 m) sous la rue de Rome, les 3 autres galeries démolies entre 1923 et 1925, puis le viaduc d'Asnières, sur la Seine (161 m).
Plus au sud, le viaduc des Vaux d'Or (83 m) permet de franchir un vallon à Suresnes, tandis que les deux derniers tunnels successifs de Montretout à Saint-Cloud (179 m) puis de Ville-d'Avray (505 m) permettent de franchir les hauteurs de l'ouest parisien.

### Équipement
La ligne est électrifiée comme tout le réseau Saint-Lazare en 25 kV-50 Hz monophasé, équipée du block automatique lumineux (BAL), du contrôle de vitesse par balises (KVB) et d'une liaison radio sol-train GSM-R sans transmission de données avec identification.
La ligne est également équipée d'installations permanentes de contre-sens  (IPCS) de :
- La Défense à Suresnes - Mont Valérien ;
- Suresnes - Mont Valérien au Val d'Or ;
- Saint-Cloud à Viroflay-Rive-Droite (de/vers Versailles-Rive-Droite et de/vers Versailles-Chantiers).

### Vitesses limites
Les vitesses limites de la ligne en 2019 pour les automotrices et les trains V 120, en sens impair, sont indiquées dans le tableau ci-dessous ; toutefois, les trains de certaines catégories, comme les trains de marchandises, sont soumis à des vitesses limites plus faibles
| De (PK)                                         | À (PK)                                          | Limite (km/h) |
| ----------------------------------------------- | ----------------------------------------------- | ------------- |
| Paris-Saint-Lazare (PK 0,0)                     | Portique A2 (PK 0,4)                            | 40            |
| Portique A2 (PK 0,4)                            | Pont-Cardinet (PK 1,7)                          | 60            |
| Pont-Cardinet (PK 1,7)                          | Bif. de Courbevoie (PK 6,3)                     | 70            |
| Bif. de Courbevoie (PK 6,3)                     | Sèvres - Ville-d'Avray (PK 16,6)                | 90            |
| Sèvres - Ville-d'Avray (PK 16,6)                | Bif. de Viroflay-RD (PK 19,4)                   | 110           |
| Bif. de Viroflay-RD (PK 19,4)                   | Viroflay-RD (PK 20,2)                           | 90            |
| Viroflay-RD (PK 20,2)                           | Montreuil (PK 21,6)                             | 110           |
| Montreuil (PK 21,6)                             | Entrée secteur Versailles-Rive-Droite (PK 22,2) | 80            |
| Entrée secteur Versailles-Rive-Droite (PK 22,2) | Versailles-Rive-Droite (PK 22,9)                | 30            |

## Trafic

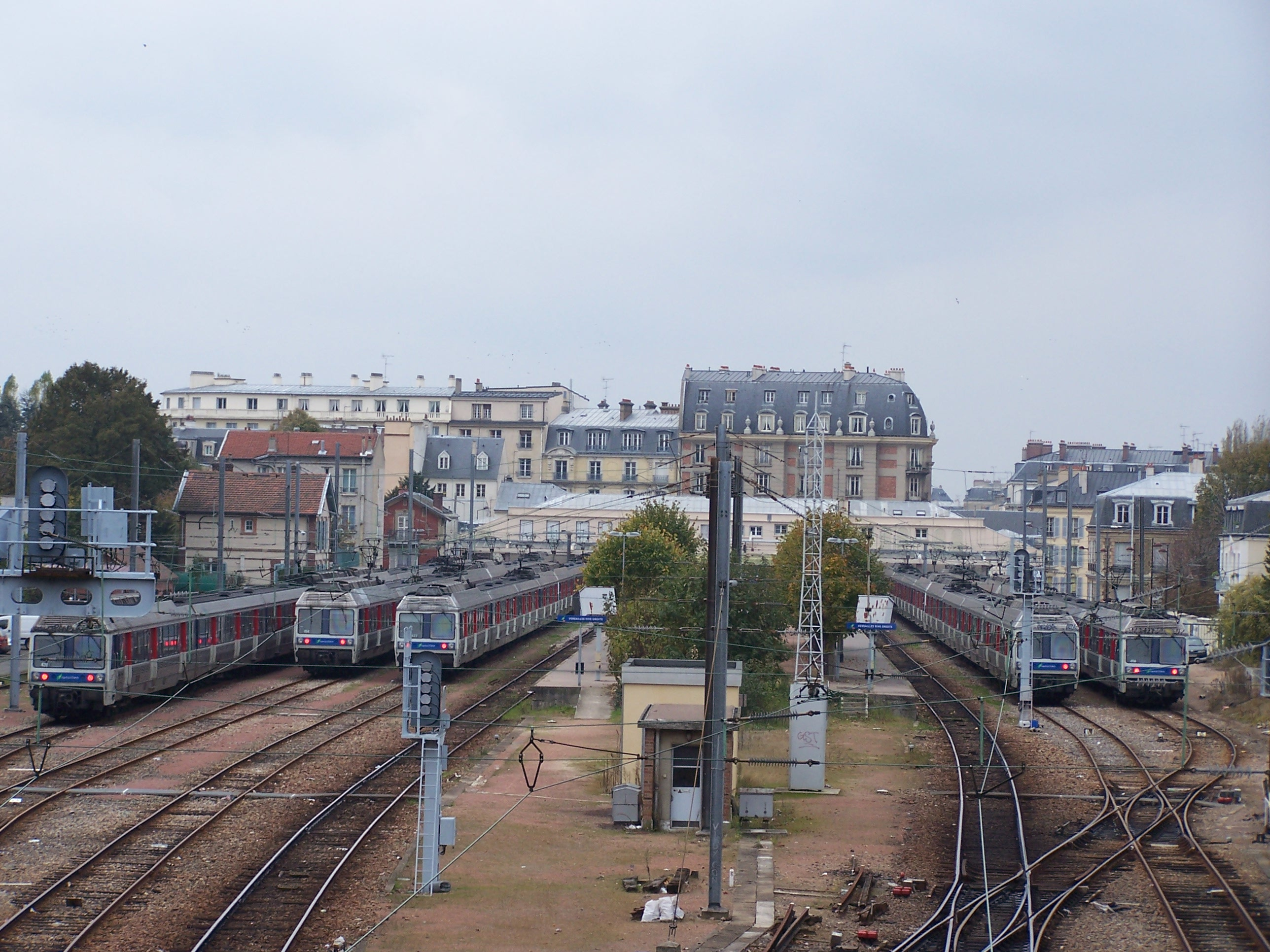
Des Z 6400 sur les voies de la gare de Versailles-Rive-Droite, vues du pont de la rue de Clagny.

La ligne est exploitée depuis le XIXe siècle en tant que ligne voyageurs de banlieue, sans circulations - en situation normale - de trains de « grandes lignes » et avec un trafic de marchandises restant marginal. Elle est exploitée actuellement par la SNCF sous le label Transilien L.
Les automotrices Z 6400 assuraient l'essentiel des dessertes depuis leur introduction sur la ligne au milieu des années 1970. Entre le 11 décembre 2017 et le 4 novembre 2020, elles ont toutes été progressivement remplacées par des automotrices Z 50000.
Des automotrices Z 8800 (et Z 20500 avant décembre 2003) assurent depuis 1995 les relations entre La Défense et La Verrière (Transilien U) en empruntant une partie de la ligne.